# تاتئویک آواکیان
تاتویک گئتنونی آواکیان (ارمنی: Տաթևիկ Գետևոնի Ավագյան؛ انگلیسی: Tatevik Avakyan؛ زادهٔ ۲۲ دسامبر ۱۹۷۱) ماما، پزشک زنان اهل ارمنستان است.

## زندگی‌نامه
وی در ۲۲ دسامبر ۱۹۷۱ در ایروان به دنیا آمد و از دانشگاه پزشکی دولتی ایروان (۱۹۸۹–۱۹۹۵) و مرکز تحقیقاتی مراقبت‌های بهداشتی مادر و کودک (۱۹۹۵–۱۹۹۹) فارغ‌التحصیل گشت. 

## یادداشت
1. ↑  բժշկական գիտությունների դոկտոր